# Merremia hirta
Merremia hirta är en vindeväxtart som först beskrevs av Carl von Linné, och fick sitt nu gällande namn av Merrill. Merremia hirta ingår i släktet Merremia och familjen vindeväxter. Utöver nominatformen finns också underarten M. h. retusa.